# Castell de Born
El castell de Born (en luxemburguès: Schlass Bur; en francès: Château de Born), està situat en el centre del petit llogaret de Born a uns 8 quilòmetres al nord de Wasserbillig al sud-est de Luxemburg.

## Història
Té una història que data de 1286, quan els Senyors de Born vivien allà. En particular, es van associar amb les famílies d'Hattstein, Faust d'Aschaffenbourg i de Villers. L'edifici del castell actual va ser construït sobre l'antic indret de l'anterior al segle xviii i és de propietat privada.